# Dino Aventuras
Dino Aventuras é uma série de desenho animado franco-brasileira em computação gráfica criada por André Forni e direcionada a crianças de 3 a 6 anos, a primeira temporada conta com 20 episódios de 7 minutos e a segunda temporada encontra-se em produção. A série aborda temas pertinentes para o desenvolvimento infantil, como amizade, respeito às diferenças, superar os medos, sustentabilidade ambiental, trabalho em equipe e atividades ao ar livre. A série foi para o ar no Brasil nos canais Disney Junior e Disney Channel no primeiro semestre de 2015, e foi ao ar em vários países como México, Polónia, Rússia e entre outros.

## Enredo
A bordo do navio voador Atlas, há uma tripulação formada pelos dinossauros Dino, Kika, Lip e Cacau que viajam acima das nuvens em um universo mágico composto por gigantescas ilhas flutuantes. Durante os episódios, os amigos recebem a visita de Volante, o pássaro-mensageiro responsável por trazer novas aventuras para a turma. Juntos, eles protagonizam as mais maravilhosas histórias, sempre em busca de aventuras, seja uma caça ao tesouro, uma corrida de bolhas, uma festa de aniversário, um acampamento ou em um lugar onde o dia nunca termina.

## Produção
A série conta com o apoio da Danone, que cedeu o personagem Dino para a criação da animação.
Para conseguir trabalhar em detalhes tão elaborados, André Forni, que integrou as equipes de animadores dos longas O Bicho Vai Pegar 2 e 3, e Kung Fu Panda: O Segredo dos Cinco Furiosos, contou com a colaboração da roteirista americana Jennifer Muro, que tem na bagagem a participação em Dora, a Aventureira, Bob Esponja, Yin Yang Yo! e Ursinhos Carinhosos.
Em alguns países, Dino é azul, não verde.
A série tem produção executiva de Rodrigo Olaio e Flavio Vonlanten, e além das equipes de arte e história lideradas por André Rocca e Frederico Pinto; a produção musical é assinada pela Input, encabeçada pelo maestro Alexandre Guerra, que tem em seu currículo projetos como O Tempo e o Vento e Sete Vidas. A produção 3D ficou no cargo da produtora gaúcha Hype.CG, o mesmo estúdio do premiado curta Ed, a série foi animada usando o software Autodesk Maya.
A partir da segunda temporada, a animação da série entrou no circuito da produtora indiana Symbiosys Entertainment.

## Vozes e personagens

### Principais
- Dino (Ítalo Luiz), alegre, carismático, inteligente e muito curioso. ele é um dinossauro azul e verde cujo é guiado pela intuição e emoção. Está sempre atrás de aventuras.
- Kika (Bianca Alencar), é racional, mas não tenta estragar a brincadeira. No fundo, ela é um Dinossauro bege e cor-de-rosa também quer se divertir. É a "irmã" mais velha da turma.
- Cacau (Letícia Celini), fofa, carinhosa & adora comer, ela é um Dinossauro roxa que acredita em gnomos e coleciona arco-íris. Gosta de acreditar que há uma mágica no mundo.
- Lip (Mariana Zink & Renato Cavalcanti), o caçula da turma, ele é um dinossauro amarelo e laranja que está sempre correndo. É impulsivo, bastante teimoso e vive colocando a si mesmo e a turma nas situações mais engraçadas.

### Recorrentes
- Volante, é uma cegonha cujo trabalha como mensageiro, ele é um pouco atrapalhado, é o responsável por trazer as missões para a turma.
- Nona (Alna Ferreira), É uma gentil dinossauro rosa claro que mora na Ilha da Nona, onde prepara as mais deliciosas gostosuras para a turma.
- Mala Malão (Mauro Ramos e Antônio Moreno), é um velho e sábio dinossauro amarelo que atua quase como um síndico do universo por onde navegam Dino e a turminha. Lá de cima da Ilha do Farol, cuida para que as ilhas funcionem em harmonia. A princípio, ele pode parecer rabugento e inflexível, mas é um homem justo e com um bom coração, Em Portugal recebeu o nome de Sr. Bigodes

## Episódios
| Temporada | Episódios | Exibição |
| --------- | --------- | -------- |
| 1         | 20        | 2015     |
| 2         | 32        | 2017     |